# Aminoglutetymid
Aminoglutetymid – organiczny związek chemiczny z grupy cyklicznych imidów. W organizmach żywych hamuje syntezę wszystkich hormonalnie czynnych steroidów.
Aminoglutetymid jest inhibitorem aromatazy.

## Zastosowanie
- w połączeniu z deksametazonem lub hydrokortyzonem w celu zmniejszenia lub zahamowania produkcji estrogenów u pacjentek z rakiem piersi (obecnie skuteczniejszy wydaje się tamoksyfen)
- w połączeniu z metyraponem lub ketokonazolem celem redukcji syntezy steroidów w zespole Cushinga spowodowanym rakiem nadnerczy